# Tokimecha
Tokimecha (トキメカ?, Tokimeka) è un manga in tre episodi di Akira Toriyama del 1996.
Pubblicato sui numeri 3/4, 5/6 e 7 di Weekly Shōnen Jump del dicembre 1996 e gennaio 1997, non è ancora stato raccolto in formato tankōbon e per questo è ancora inedito fuori dal Giappone.

## Trama
Tai è una ragazza che dopo aver creato una macchina del tempo finisce nella preistoria, dove fa la conoscenza di un bambino molto forte. Insieme affronteranno dinosauri e numerosi nemici.